# Nefta Football Club
Nefta Football Club és un curtmetratge d'imatge real del 2018 dirigit pel director francès Yves Piat. Ha estat seleccionat i premiat a diversos festivals de cinema com el Festival Internacional de Curtmetratges de Clermont-Ferrand, el Festival Internacional de Cinema de Palm Springs així com l'Aspen Shortsfest, on va guanyar el Premi del Jurat Qualificatiu a l'Oscar per a la Comèdia. S'ha subtitulat al català.
El gener de 2020 va ser nominat al Premi Oscar de 2020 al millor curtmetratge d'imatge real i al premi César de 2020 al millor curt.

## Sinopsi
En un poble tunisià, nens juguen a futbol en un erm. Mentrestant, l'Abdallah i en Mohammed es troben amb un ruc amb auriculars a les orelles i bosses plenes de pols blanca a l'esquena. Els dos germans joves decideixen portar aquestes bosses al seu poble.